# Китайско-пакистанские отношения
Китайско-пакистанские отношения — двусторонние дипломатические отношения между Китаем и Пакистаном, которые были установлены в 1951 году. С тех пор обе страны уделяют большое внимание поддержанию дружественных отношений. Обе страны регулярно обмениваются визитами на высоком уровне при подписании различных соглашений. КНР предоставляет экономическую, военную и техническую помощь Пакистану, страны считают друг друга близкими стратегическими союзниками. Военное сотрудничество между странами началось в 1966 году, стратегический альянс был сформирован в 1972 году, экономическое сотрудничество началось в 1979 году. Китай является крупнейшим поставщиком оружия в Пакистан и его вторым по величине торговым партнером. Китай оказывает помощь Пакистану в становлении его гражданской ядерной программы. Поддержание тесных отношений с Китаем является центральной частью внешней политики Пакистана. Китай поддерживал позицию Пакистана касаемо вмешательства Советского Союза в гражданскую войну в Афганистане. Китай воспринимает Пакистан в качестве регионального противовеса интересам НАТО и США. Китай поддерживает позицию Пакистана по вопросу о принадлежности Кашмира, в то время как Пакистан поддерживает Китай по вопросам принадлежности Синьцзяна, Тибета и Тайваня. Государства являются членами ШОС. Военное сотрудничество расширилось с запуском совместных проектов производства вооружений, начиная от создания управляемых ракет для фрегатов и до совместного производства истребителей. Китай вкладывает инвестиции в развитие пакистанской инфраструктуры, в том числе глубоководного порта в Гвадаре. Обе страны подписали соглашение о свободной торговле. Пакистан служит главным мостом для Китая в сотрудничестве с мусульманскими странами. Пакистан также сыграл важную роль в преодолении разрыва отношений между Китаем и Западом, поспособствовав визиту Ричарда Никсона в Китай в 1972 году. Протяжённость государственной границы между странами составляет 438 км.
Отношения между странами были описаны послом Пакистана в Китае как: «Higher than the mountains, deeper than the oceans, stronger than steel, dearer than eyesight, sweeter than honey, and so on» (Выше гор, глубже океанов, прочнее стали, дороже зрения, слаще меда и так далее).

## История
Пакистан имеет дружеские и прочные отношения с Китаем. Давние связи между двумя странами всегда были взаимовыгодными, единство взглядов и взаимные интересы остаются центральной точкой соприкосновения двусторонних отношений. После окончания китайско-индийской войны в 1962, Пакистан предоставил Китаю поддержку по большинству политических вопросов, таких как: принадлежность Тайваня, Синьцзяна и Тибета, а также поддержал политику Китая в отношении прав человека.
Китайское руководство признаёт неизменную поддержку Пакистана по ключевым вопросам. Пакистан помог Китаю в установлении официальных связей с Западом, которые были восстановлены после визита Ричарда Никсона в 1972 году. Пакистан сотрудничает с Китаем в реализации обширных военных и экономических проектов, так как видит Китай в качестве противовеса политике Индии и Соединенных Штатов. Пакистан помогает Китаю в расширении дипломатических связей среди стран мусульманского мира. Китай также оказывает последовательную поддержку Пакистану в решении региональных вопросов. В 2008 году во время пакистано-индийского противостояния, Китай заявлял, что поддержит Пакистан в случае начала войны. Китай поставляет оборудование для ядерной программы Пакистана и оказывает поддержку в развитии ядерных технологий в этой стране.

## Дипломатические отношения
21 мая 1951 года были установлены дипломатические отношения между Пакистаном и Китаем, вскоре после того как Китайская Республика потеряла власть над материковой частью в 1949 году. Несмотря на отрицание коммунистической идеологии, Пакистан стал налаживать тесные отношения с Китаем в надежде на создание противовеса индийскому влиянию в регионе. Индийский премьер-министр Джавахарлал Неру также надеялся на создание более тесных отношений с китайцами. Тем не менее, с ростом напряженности на границе, которая вылилась в войну между Китаем и Индией в 1962 году, Китай и Пакистан стали тесно сотрудничать друг с другом. Через год после окончания войны между Китаем и Индией, Пакистан уступил долину Шаксгама Китаю, чтобы прекратить пограничные споры и улучшить дипломатические отношения. С тех пор неформальный альянс между странами, который первоначально состоял из совместного неприятия индийской политики, перерос в длительные отношения, что принесло пользу обеим странам и сказалось на расширении дипломатических, экономических и военных связях. Китай начал предоставлять обширную экономическую и политическую помощь Пакистану.
В 1970-е годы пакистанские военные полностью зависели от американской помощи и вооружений, которая была увеличена во время тайной поддержки США исламских боевиков в советской войне в Афганистане. В 1971 году американский президент Ричард Никсон поддерживал Пакистан в ходе войны за независимость Бангладеш. В 1990-е годы, после вывода советских войск из Афганистана и распада Советского Союза, США охладели к Пакистану и начали проявлять внимание к установлению более прочных связей с ранее просоветской Индией. В 1990 году принятая Конгрессом США Поправка Пресслера приостановила всю американскую военную помощь и любую экономическую помощь Пакистану на фоне опасений, что Пакистан пытается создать ядерное оружие. С учетом поддержки, которую Пакистан дал американцам во время советской войны в Афганистане, многие пакистанцы увидели в этом шаге предательство и что американцы сделали выбор в пользу Индии. Также сыграло свою роль, что американцы негативно восприняли пакистанскую ядерную программу, а к испытанию Индией атомного оружия отнеслись нейтрально. После этих событий, Пакистан сделал выбор в пользу геополитического альянса с Китаем, пакистанское руководство сделало заявление, что влияние Америки в регионе должно быть уравновешено со стороны китайцев. В 2001 году с началом войны США в Афганистане, пакистанское руководство вновь сделало вывод, что лучше дружить с Китаем чем с Соединенными Штатами. После терактов 11 сентября 2001 года, Пакистан получил широкую экономическую и военную поддержку от китайцев. Тем самым Китай надеется укрепить Пакистан в экономическом и военном плане в качестве противовеса американскому и индийскому влиянию в регионе.

## Военные отношения
Между двумя странами установлено крепкое военное сотрудничество. Этот военный союз стремится противостоять индийскому и американскому влиянию в регионе, а также был ранее направлен против политики Советского Союза.
С 1962 года Китай является постоянным источником поставки военной техники в пакистанскую армию, оказывает помощь в строительстве военных заводов, обеспечивает технологическую помощь и модернизацию существующих военных объектов Пакистана.
Пакистан является главным покупателем китайских истребителей Chengdu J-10 (создан при участии российских консультантов, используются двигатели компании НПО «Сатурн» российского и китайского (лицензионные) производства; программа разработки самолёта была рассекречена в конце 2006 года), сделав предпочтение этим самолётам перед их американскими аналогами. 

Китай и Пакистан участвует в нескольких совместных проектах по созданию систем вооружения, в том числе:
- создание истребителей-бомбардировщиков JF-17 Thunder;
- учебно-тренировочных самолётов Hongdu JL-8 и Hongdu L-15;
- танков MBT 2000.

Китай и Пакистан проводят регулярные совместные военные учения.
Китай является крупнейшим инвестором в развитие глубоководного морского порта в Гвадаре, который расположен в стратегически важном устье Ормузского пролива. США и Индия негативно относятся к участию Китая в этом проекте, так как в перспективе это может привести к созданию китайской военной базы в Гвадаре и размещению китайских подводных лодок и военных кораблей в Индийском океане. Однако, строительство порта в Гвадаре в настоящее время отложено на неопределённый срок из-за многостороннего дипломатического противостояния с участием правительств Пакистана и Сингапура.
Китай играл важную роль в развитии ядерной инфраструктуры Пакистана, особенно после того, как в западных странах были приняты жёсткие меры экспортного контроля, чтобы затруднить Пакистану приобрести материалы и оборудование по обогащению урана. Китай же предоставил Пакистану оборудование для продвижения программы по созданию ядерного оружия, а также оказал помощь в строительстве ядерного реактора в Хушабе, который играет ключевую роль в производстве пакистанского плутония. Дочерняя компания Китайской национальной ядерной корпорации способствовала усилиям Пакистана расширить возможности по обогащению урана, предоставив на заказ 5000 кольцевых магнитов, которые являются одним из ключевых компонентов подшипников, способствующих высокой скорости вращения центрифуг. Китай также оказывает техническую и материальную поддержку в завершении строительства атомного энергопромышленного комплекса в Чашме.
Помимо этого, Китай предоставлял ракетные технологии пакистанцам.
Всё это позволило Пакистану стать ядерным государством с примерно 100 ядерными боеголовами по состоянию на 2011 год.
Китай обеспокоен увеличением влияния Аль-Каиды в Пакистане и стремится создать военные базы на территории соседнего государства, чтобы помочь ему справиться с проблемой терроризма.

## Экономические отношения
Экономическое взаимодействие между Пакистаном и Китаем растёт быстрыми темпами, и соглашение о свободной торговле было недавно подписано. Военные и технологические операции по-прежнему доминируют в экономических отношениях между двумя странами, хотя в последние годы Китай пообещал значительно увеличить свои инвестиции в экономику Пакистана и развитие его инфраструктуры. Среди прочего, Китай оказывает помощь в развитии инфраструктуры Пакистана путём строительства электростанций, дорог и узлов связи. Обе страны заинтересованы в укреплении экономических связей и пообещали простимулировать рост приграничной торговли. Это заявление привело к китайским инвестициям в зарождающийся финансовый и энергетический сектор Пакистана. Пакистану, в свою очередь, была предоставлена зона свободной торговли в Китае. Экономические отношения между Пакистаном и Китаем состоят в основном из китайских инвестиций в пакистанскую экономику. Увеличение экономической мощи Китая позволила реализовать широкий спектр проектов в Пакистане. Пакистанские инвестиции в Китай остаются на невысоком уровне. В 2011 году китайская компания Kingho Group по соображениям безопасности расторгла крупное соглашение по добыче природных ископаемых в Пакистане.
По данным Книги фактов ЦРУ, на долю Китая приходится 19,8 % импорта Пакистана (1-е место среди торговых партнёров) и 10,9 % экспорта (2-е место среди торговых партнёров). По состоянию на 2013 год товарооборот между странами составляет 12 млрд. долларов США, что делает Китай вторым по величине торговым партнёром Пакистана.